# De Motte Motor Car Company
De Motte Motor Car Company war ein US-amerikanischer Hersteller von Kraftfahrzeugen.

## Unternehmensgeschichte
Das Unternehmen wurde 1904 in Valley Forge in Pennsylvania gegründet. Im gleichen Jahr begann die Produktion von Automobilen. Der Markenname lautete De Motte. Das Unternehmen legte Wert auf Vereinfachung der Produktion, bot dafür allerdings ein großes Sortiment an. Noch 1904 endete die Produktion.

## Fahrzeuge
Alle Fahrzeuge hatten Kettenantrieb und Lenkrad. Die Basis für die Personenkraftwagen bildete ein Fahrgestell mit 229 cm Radstand. Ein kleines Modell hatte einen Zweizylindermotor mit 10 PS Leistung. Der offene Runabout bot Platz für zwei Personen.
Daneben gab es ein stärkeres Modell mit einem Vierzylindermotor. Er leistete mit 20 PS doppelt so viel. Ein fünfsitziger Tourenwagen bzw. Tonneau und ein viersitziger Surrey standen zur Wahl, jeweils auch mit festem Dach.
Lastkraftwagen, Lieferwagen und Omnibusse hatten einen noch stärkeren Motor. Ihr Fahrgestell unterschied sich kaum von jenen der Pkw-Modelle.

## Modellübersicht
| Jahr | Modell | Zylinder | Leistung (PS) | Radstand (cm) | Aufbau                                |
| ---- | ------ | -------- | ------------- | ------------- | ------------------------------------- |
| 1904 | 10 HP  | 2        | 10            | 229           | Runabout 2-sitzig                     |
| 1904 | 20 HP  | 4        | 20            | 229           | Tourenwagen 5-sitzig, Surrey 4-sitzig |